# Гриневецкий, Кароль
Кароль Гриневецкий (пол. Karol Hryniewiecki; 13 декабря 1841, деревня Пульше, Бельский уезд — 14 апреля 1929, Львов) — римско-католический и польский государственный деятель. 
Богословское образование получил в духовной семинарии в Минске и в императорской духовной академии в Санкт-Петербурге. 
Рукоположен в священники 21 ноября 1867 года в Санкт-Петербурге, служил викарием прихода в Орше.
С 1869 года был преподавателем ряда дисциплин (в том числе, библейской археологии, канонического права, истории Церкви) в духовной академии в Санкт-Петербурге. 
В 1877 году был назначен каноником, а в 1879 - прелатом капитула Могилевской архиепархии. 
В 1879 году был назначен ректором открытой в Санкт-Петербурге римско-католической семинарии. 
В 1883 году был назначен папой Львом XIII виленским епископом, которым формально оставался до 1889 года, хотя уже в 1885 за сопротивление русификации был сослан в Ярославль, где пробыл до 1889 года. 
В 1891 году был назначен титулярным архиепископом Перге. С 1894 года жил в Галиции, где был настоятелем приходов, асессором курии Львовской митрополии и капитульным каноником. 
В 1922 году был членом делегации Виленского сейма в Варшаву, выступившей с петицией о присоединении центральной Литвы к Польше. 
Умер 14 апреля 1929 года во Львове. Был похоронен при храме в Зазулях. в 50-е годы его захоронение было уничтожено. 